# Caesars Entertainment, Inc. (1998–2005)
Caesars Entertainment, Inc., tidigare Park Place Entertainment, var ett amerikanskt företag inom gästgiveri och hasardspel. De hade verksamheter i Australien, Kanada, Sydafrika, Uruguay och USA, där den främst hade det i den amerikanska delstaten Nevada.
Företaget hade sitt huvudkontor i Paradise i Nevada.

## Historik
Företaget hade sitt ursprung från 1998 när det multinationella hotellkedjan Hilton Hotels Corporation knoppade av sina verksamheter inom hasardspel och tillgångarna fördes över till ett nytt och självständigt bolag med namnet Park Place Entertainment. 2000 köpte man Caesars World för $3 miljarder, det företag som har gett namn till de efterföljande företagen Caesars Entertainment, Inc. och Caesars Entertainment Corporation. Den 6 januari 2004 bytte man namn till just Caesars Entertainment, Inc. 2005 köpte Harrah's Entertainment Caesars för $9,4 miljarder, detta var ett direkt svar till konkurrenten MGM Mirage, som hade tidigare köpt Mandalay Resort Group för $7,9 miljarder.

## Tillgångar
Datum: 31 december 2004.
|                                                                                   | Namn                                          | Ort                              | Invigd | Antal hotellrum | Spelyta (m2) |
| --------------------------------------------------------------------------------- | --------------------------------------------- | -------------------------------- | ------ | --------------- | ------------ |
|                                                                                   | Atlantic City Hilton                          | Atlantic City, New Jersey, USA   | 1980   | 804             | 5 574        |
|                                                                                   | Bally's Atlantic City                         | Atlantic City, New Jersey, USA   | 1979   | 1 745           | 20 903       |
|                                                                                   | Bally's Casino New Orleans                    | New Orleans, Louisiana, USA      | 1999   | —               | 2 787        |
|                                                                                   | Bally’s Casino Tunica                         | Tunica Resorts, Mississippi, USA | 1995   | 239             | 3 716        |
|                                                                                   | Bally's Las Vegas                             | Paradise, Nevada, USA            | 1973   | 2 814           | 7 711        |
|                                                                                   | Caesars Atlantic City                         | Atlantic City, New Jersey, USA   | 1979   | 1 140           | 11 427       |
|                                                                                   | Caesars Gauteng (25%)                         | Johannesburg, Sydafrika          | 2000   | 276             | 9 755        |
|                                                                                   | Caesars Indiana (82%)                         | Elizabeth, Indiana, USA          | 1998   | 503             | 8 083        |
|                                                                                   | Caesars Palace                                | Paradise, Nevada, USA            | 1966   | 2 399           | 11 799       |
|                                                                                   | Caesars Tahoe                                 | Stateline, Nevada, USA           | 1980   | 440             | 3 902        |
|                                                                                   | Caesars Windsor (50%)                         | Windsor, Ontario, Kanada         | 1998   | 389             | 9 290        |
|                                                                                   | Casino Nova Scotia, Halifax                   | Halifax, Nova Scotia, Kanada     | 1995   | 440             | 2 973        |
|                                                                                   | Casino Nova Scotia, Sydney                    | Sydney, Nova Scotia, Kanada      | 1995   | —               | 1 486        |
|                                                                                   | Conrad Jupiters Gold Coast                    | Queensland, Australien           | 1986   | 594             | 6 317        |
|                                                                                   | Conrad Punta del Este Resort and Casino (86%) | Punta del Este, Uruguay          | —      | 296             | 4 181        |
|                                                                                   | Conrad Treasury Brisbane                      | Brisbane, Australien             | 1995   | 130             | 6 596        |
|                                                                                   | Flamingo Las Vegas                            | Paradise, Nevada, USA            | 1946   | 3 565           | 8 640        |
|                                                                                   | Flamingo Laughlin                             | Laughlin, Nevada, USA            | 1990   | 1 907           | 5 295        |
|                                                                                   | Grand Casino Biloxi                           | Biloxi, Mississippi, USA         | 1994   | 975             | 12 449       |
|                                                                                   | Grand Casino Gulfport                         | Gulfport, Mississippi, USA       | 1993   | 1 001           | 9 476        |
|                                                                                   | Grand Casino Tunica                           | Tunica Resorts, Mississippi, USA | 1996   | 1 356           | 9 476        |
|                                                                                   | Paris Las Vegas                               | Paradise, Nevada, USA            | 1999   | 2 916           | 7 897        |
|                                                                                   | Reno Hilton                                   | Reno, Nevada, USA                | 1978   | 1 995           | 9 941        |
|                                                                                   | Sheraton Casino and Hotel Tunica              | Tunica Resorts, Mississippi, USA | 1994   | 134             | 3 066        |
| Caesars Palace at Sea Ceasars hade ansvaret för fartygens lokaler för hasardspel. |                                               |                                  |        |                 |              |
|                                                                                   | S.S. Crystal Harmony                          | Ej landbaserad.                  | 1989   | —               | 279          |
|                                                                                   | S.S. Crystal Serenity                         | Ej landbaserad.                  | 2003   | —               | 372          |
|                                                                                   | S.S. Crystal Symphony                         | Ej landbaserad.                  | 1995   | —               | 372          |